# 乙苯托品
乙苯托品（英語： 或 ethybenztropine、tropethydrylin），分子式C22H27NO，是一种抗膽鹼劑和抗組織胺藥，是苯甲托品的同系物，可能通过抑制多巴胺再攝取起作用。